# Gata Negra
Gata Negra (Black Cat no original em inglês) é o alter-ego da personagem Felicia Hardy, que aparece nas histórias em quadrinhos publicadas pela Marvel Comics. Na primeira aventura publicada no Brasil, seu nome foi Mulher-Gata. Depois foi trocado para evitar confusão com a anti-heroína das histórias do Batman. Seu uniforme é todo preto, realmente baseado em uma "Gata Negra", tem cabelos brancos e compridos, sendo uma bela jovem. Sua temática no nome e aparência refere-se ao fato dela ser uma "gatuna", ou seja, ladra, notadamente de jóias. 
Foi inspirada na anti-heroína da DC Comics Mulher Gato, apesar de Felicia não usar armas ou equipamentos que nem "Selina Kyle", ela também é especialista em roubos de jóias e coisas valiosas.

## Publicação
Sua primeira aparição foi em Amazing Spider-Man (Vol.01), número 194, em 1979. Criada por Marv Wolfman e Keith Pollard. Após a morte de Gwen Stacy, das novas personagens femininas surgidas na série, foi a primeira candidata a namorada do Homem-Aranha a fazer relativo sucesso.

## Biografia ficcional da personagem
Felicia Hardy cresceu como uma patricinha mimada, seguindo os passos de seu amado pai Walter em todos os sentidos. Quando ele desapareceu, a mãe de Felicia disse a ela que seu pai havia morrido em um acidente de avião. Posteriormente Felicia acabou descobrindo a verdade: Walter Hardy era um dos ladrões de jóias mais procurados do mundo, mas acabou sendo capturado. Ele ainda estava vivo, mas cumprindo pena na prisão.
Determinada a continuar seguindo os passos do pai, Felicia iniciou um rigoroso esquema de treinamento físico que aumentou sua força, resistência e agilidade. Ela também aprendeu técnicas para arrombar fechaduras e cofres, e se tornou mestre em artes marciais.
Isto levou anos, mas Felicia demonstrou grande talento e superou seu pai em cada movimento, aprendendo todos os seus truques. Quando soube que seu pai encontrava-se muito doente, ela criou um visual próprio se vestindo com um uniforme de couro negro. Acreditando que ele deveria morrer em seu próprio leito, ela invadiu a prisão e o resgatou, levando-o de volta para casa, despistando o Homem-Aranha no processo.
Após enfrentar o Homem-Aranha várias vezes, acabou por ter uma relação de parceria com ele. Mas, após ter lutado contra o Doutor Octopus, e quase ter morrido, o Homem-Aranha resolveu se afastar dela pelo fato de ela não ter poderes. Ela resolve pedir ajuda para consegui-los, mas é enganada pelo Rei do Crime, que lhe dá o poder de causar azar em quem ela toca e com quem ela convive.
Beneficiada pela “maldição do azar”, ou forçada a contar apenas com seus dotes atléticos, esta talentosa ladra é problema na certa.
Abandonando sua carreira criminosa, a perigosa felina Felicia Hardy se apaixonou profundamente pelo Homem-Aranha e passou a acompanhá-lo em sua cruzada heróica — embalando o Cabeça-de-Teia em sua doce patinha.
Mas quando seu relacionamento termina, ela volta a sofrer a sua maldição.
Ela se junta novamente ao Homem-Aranha, porém seus poderes eram um problema. Para conseguir se livrar desta maldição, recebeu ajuda do Doutor Estranho. Depois disso, ela desapareceu. Na série The Spectacular Spider-Man, a dublagem brasileira a traduziu erroneamente como "Mulher-Gata ", embora no original seja chamada de "Black Cat" (mas na segunda temporada isso foi corrigido para não haver problemas com a anti-heroína do Batman) Depois de derrotar os doze vilões ao lado do Homem-Aranha, Gata Negra segue o herói em suas aventuras.
Se envolveu com Matt Murdock, o Demolidor, após o Homem-Aranha pedir o Demolidor para ajudá-lo a resolver um caso de roubo no qual Felicia estava sendo acusada, o Aracnídeo sabendo que Felicia é inocente a procura pra tentar solucionar o caso. O final da história acaba com a gata e Demolidor se beijando, o aranha vê a cena e acaba se sentindo nada confortável. Mas a verdade é que Felicia estava a mando do Espectro Negro, uma organização que queria roubar de Matt o Omegadrive, um dispositivo que de vários terabytes de informações sobre as maiores organizações criminais. Felícia acaba desistindo do roubo pelo momento que passou com Matt, deixa-lhe um recado e sai de cena por alguns meses para que não corra perigo de morte.

## Poderes e habilidades
- Manipulação das probablidades: Gata Negra está imbuída de uma verdadeira capacidade de causar "má sorte" por cientistas que trabalham para o Rei do Crime através de um acordo feito com ele. Esse poder lhe permitiu infectar subliminarmente campos de probabilidade, o que causaria improvável, embora não impossível, eventos de "má sorte" com inimigos dentro de sua linha de visão. Esses poderes foram retirados dela por um tempo pelo Dr. Estranho, para que ela não machucasse as pessoas que ama, mas eles foram restaurados pelo Sr. Negativo.

### Habilidades
- Ladra profissional: Felicia é uma hábil (um pouco reformada) ladra especialista em furtos, abrir fechaduras, cofres, detectar e desativar alarmes.
- Acrobata de nível olímpico: Felicia é particularmente uma acrobata qualificada capaz de muitas proezas difíceis.
- Exímia artista marcial: Ela foi treinada em várias artes marciais; mais notavelmente Luta de Rua, Goju-Ryu Karatê e Judô, na qual ela se especializa. Felicia é capaz de derrubar vários assaltantes armados e incapacitando-os sem que os cause ferimentos. Sua força e ferocidade em batalha provou ser esmagadora o suficiente para derrotar o assassino mutante conhecido como Dentes de Sabre.

### Equipamentos  que aprimoram seus atributos físicos
- Traje da Gata Negra: O traje que ela usa foi criado usando material de couro, e é projetado para aumentar muitos de seus atributos físicos naturais muito além dos níveis humanos normais por meio de micro servos embutidos nela.
- Força sobre-humana: o traje de Felicia aumenta a sua força física para níveis além dos limites naturais de uma mulher de seu peso e constituição física. Na verdade, a sua força é aumentada até o máximo do potencial humano, lhe permitindo levantar cerca de 150kg com esforço mínimo.
- Velocidade sobre-humana: A velocidade de Felicia é semelhante a de uma mulher normal, embora a níveis que são um pouco além das capacidades da melhor atleta humana. Em distâncias curtas, ela pode correr a uma velocidade máxima de cerca de 40km por hora.
- Agilidade sobre-humana: A fantasia que ela usa possui vários implantes. Sem estes implantes, ela tem a agilidade de uma ginasta de nível olímpico. No entanto, os implantes aumentam sua agilidade natural para níveis que estão além da capacidade e os limites físicos do melhor atleta humano.
- Garras retráteis: As luvas do traje de Felicia contêm micro-filamentos de aço que formam garras retráteis na ponta de cada dedo quando ela flexiona seus dedos, desencadeando uma onda magnética que condensa os filamentos em garras polarizadas. Estas garras são altamente duráveis e nítidas, permitindo-lhe rasgar a maioria das substâncias e escalar facilmente paredes.
- Brincos de equilíbrio: Felicia usa brincos que interagem com os centros de equilíbrio de seu cérebro para conceder sua agilidade e equilíbrio reforçadas, aumentando seu equilíbrio corporal natural e lhe permitindo realizar proezas além das capacidades da melhor atleta humana.
- Lentes de contato eletromagnéticas: Felicia usa lentes de contato que lhe permite ver várias faixas de espectros eletromagnéticos, como a luz infravermelha e ultravioleta, e até mesmo enxergar no escuro. Quando vestindo esses contatos, os olhos de Felicia parecem ter íris azuis em oposição aos íris verdes que Felicia possui naturalmente.
- Ganchos retráteis: Felicia possui um dispositivo Gancho miniatura escondido na "pele" de cada luva, projetada por seu pai que lhe permite balançar de edifício em edifício de um jeito similar ao do Homem-Aranha e do Demolidor, apesar da falta de velocidade associada de qualquer um. Ela também pode usar um cabo a partir deste dispositivo como uma corda bamba, corda de escaladas, linha swing, ou como uma arma em combate.

## Em outras mídias

### Desenhos Animados
- Gata Negra aparece pela primeira vez na década de 80 no episódio da série de desenhos animados "Curiosity Killed the Spider-Man", na voz de Morgan Lofting.
- Felicia Hardy aparece na série de 1994, Homem-Aranha: A Série Animada, dublada por Jennifer Hale. Sua personagem foi originalmente descrita como primeiro interesse amoroso de Peter Parker, antes de ser finalmente substituída nessa função por Mary Jane Watson.
- Felicia também aparece na série animada The Spectacular Spider-Man de 2008, dublada por Tricia Helfer. Introduzida na 1° temporada, ela é descrita como simplesmente uma ladra sem habilidades de probabilidades de má sorte em "Persona" e seu alter ego é revelado no episódio "Opening Night". Na 2° temporada, ela tenta tirar seu pai Walter Hardy da prisão. Gata Negra frequentemente flerta com o Homem-Aranha, beijando o lançador de teias para distraí-lo o suficiente para ela conseguir escapar. Na dublagem, ela foi chamada de "Mulher-Gato".
- Em Marvel's Spider-Man de 2017, aparece pela primeira vez tentando roubar uma especie de lama preta que está dentro de um recipiente fechado, e no final do episódio é mostrado que a lama é na verdade a simbiose.

### Filmes
- Felicia Hardy estava nos primeiros rascunhos do roteiro de Homem-Aranha 2 em uma subtrama em que ela tenta convencer Peter a desistir de ser o Homem-Aranha [carece de fontes?] Esta ideia foi contrastar a outra subtrama de Peter desistir de ser o Homem-Aranha. Embora ela tenha cortada a partir de scripts posteriores, Gata Negra e seu subplot são utilizados no videogame baseado no filme.
- Felicia Hardy originalmente deveria aparecer em Homem-Aranha 4 sendo interpretada por Anne Hathaway, embora ela não seria como nos quadrinhos.[3]
- Em The Amazing Spider-Man 2: Rise of Electro, (2014), Felícia foi interpretada pela atriz britânica Felicity Jones. Felicia deveria se tornar a Gata Negra nos futuros filmes da série.[4]
- Rumores indicam que um filme solo da personagem junto com a personagem Sabre de Prata no chamado Silver & Black, que estaria nos planos para o Universo Homem-Aranha da Sony, o estúdio estaria interessado na atriz Anya Taylor-Joy para o papel principal. O filme foi cancelado em 2020.

### Videogames
- Felicia aparece nos jogos Spider-Man 2, Spider-Man: Friend or Foe , The Amazing Spider-Man, The Amazing Spider-Man 2, Spider-Man Web of Shadows e Spider-Man (Personagem Exclusivo na DLC - The Heist).
- Gata Negra é uma personagem jogável em LEGO Marvel Super Heroes e LEGO Marvel Super Heroes 2